# 年達魯阿郡

在肯尼亚的位置

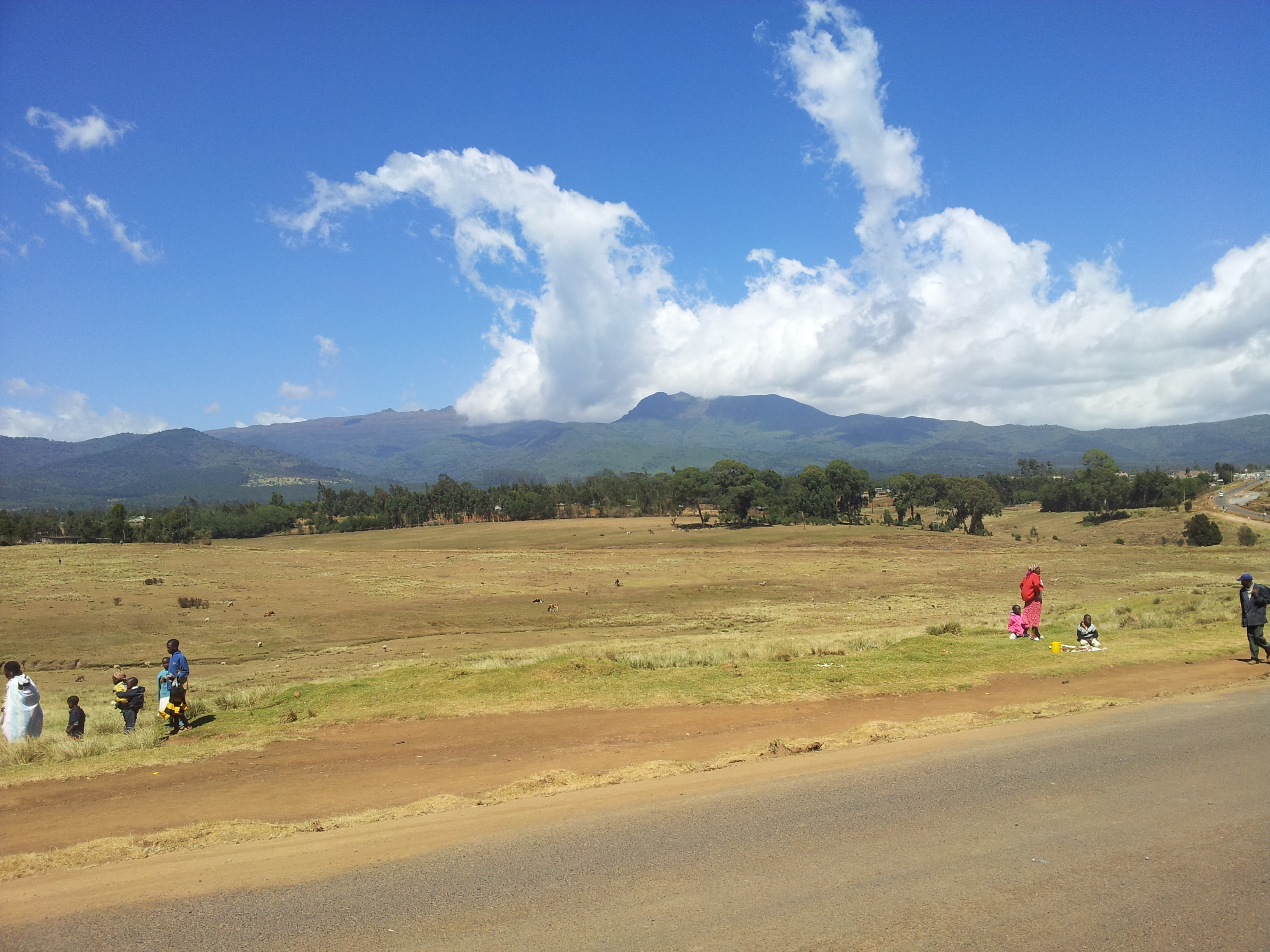

年達魯阿郡，是肯尼亚的一個郡，位於該國中部，首府設於奧爾卡洛烏，面積3,107.7平方公里，2009年人口596,268，人口密度每平方公里191.9人。